# Svatá Énimie
Svatá Énimie († asi 628, Burlatis) byla merovejská princezna, dcera franského krále Chlothara II., a tedy rovněž sestra franského krále Dagoberta I. Žila v 7. století a je známá jako světice katolické církve.

## Legenda o svaté Enimie
Příběh svaté Énimie se po staletí vyprávěl díky dvěma hlavním textům, z nichž jeden pochází z 12. století a je dílem latinského prozaika a druhý je básní o 2 000 verších, kterou napsal trubadúr Bertran de Marseille: „La vida de Santa Enimia“.

### Boj proti malomocenství
Oslnivá krása mladé merovejské princezny vzbuzuje mezi šlechtici v království velkou závist. Énimie se snaží pečovat o chudé, chromé a malomocné. Když dosáhne věku, kdy si má najít manžela, otec jí vnucuje několik nápadníků, které ona odmítá. Ctnostná princezna tvrdí, že je provdána za Boha a Krista. Otec ji však připravuje na manželství, a tak prosí Pána, aby jí pomohl zachovat čistotu. Bůh ji vyslyší a způsobí jí malomocenství, strašlivou nemoc, která princeznu znetvoří. Po celá léta ji žádný lékař nedokázal vyléčit. Mladá princezna znovu prosí Boha o pomoc. Zjevil se jí andělský posel a řekl jí: „Jdi se svým doprovodem do vzdálené provincie Gévaudan, na místo zvané Burlatis. Pastýři tě zavedou k prameni, jehož voda ti zahojí rány na těle. Princezna a její doprovod se tedy vydali na cestu“.
Když dorazili do Gévaudanu, princezninu průvodu se nepodařilo najít pramen Burlatis, a když se ptali na cestu k prameni, který by léčil, jedna žena jim ukázala jistý pramen. Anděl se jí však zjevil znovu a řekl jí, že tento pramen, ve kterém se koupala, není ten, který hledá. Byla v Bagnols-les-Bains.
Průvod se tedy vydává na další cestu směrem k řece Tarnu a konečně nachází pramen Burlatis. Enimie vykoupe své pohmožděné tělo ve studené, modré vodě Burlatisu, prosí Pána a je zázračně uzdravena.
Průvod se rozhodne vydat na zpáteční cestu, ale nemoc se znovu objeví, jakmile dorazí na náhorní plošinu nad Burlatisem. Vracejí se k prameni, kde se zázrak uzdravení opakuje, ale nemoc se opět při návratu objeví. Teprve po třetí koupeli princezna pochopí svůj osud: musí zůstat v tomto kraji navždy!
Rozhodla se proto zde usadit v jeskyni, kterou právě objevila, a tak poslala pryč svou družinu a ponechala si u sebe jen svou kmotřenku. Co se týče jejího dvora, ten se měl usadit v osadách na březích Tarnu.
Ze své jeskyně prý provedla mnoho zázraků, z nichž nejdůležitějším je její boj proti Dracovi (ďáblovi).

### Boj proti drakovi

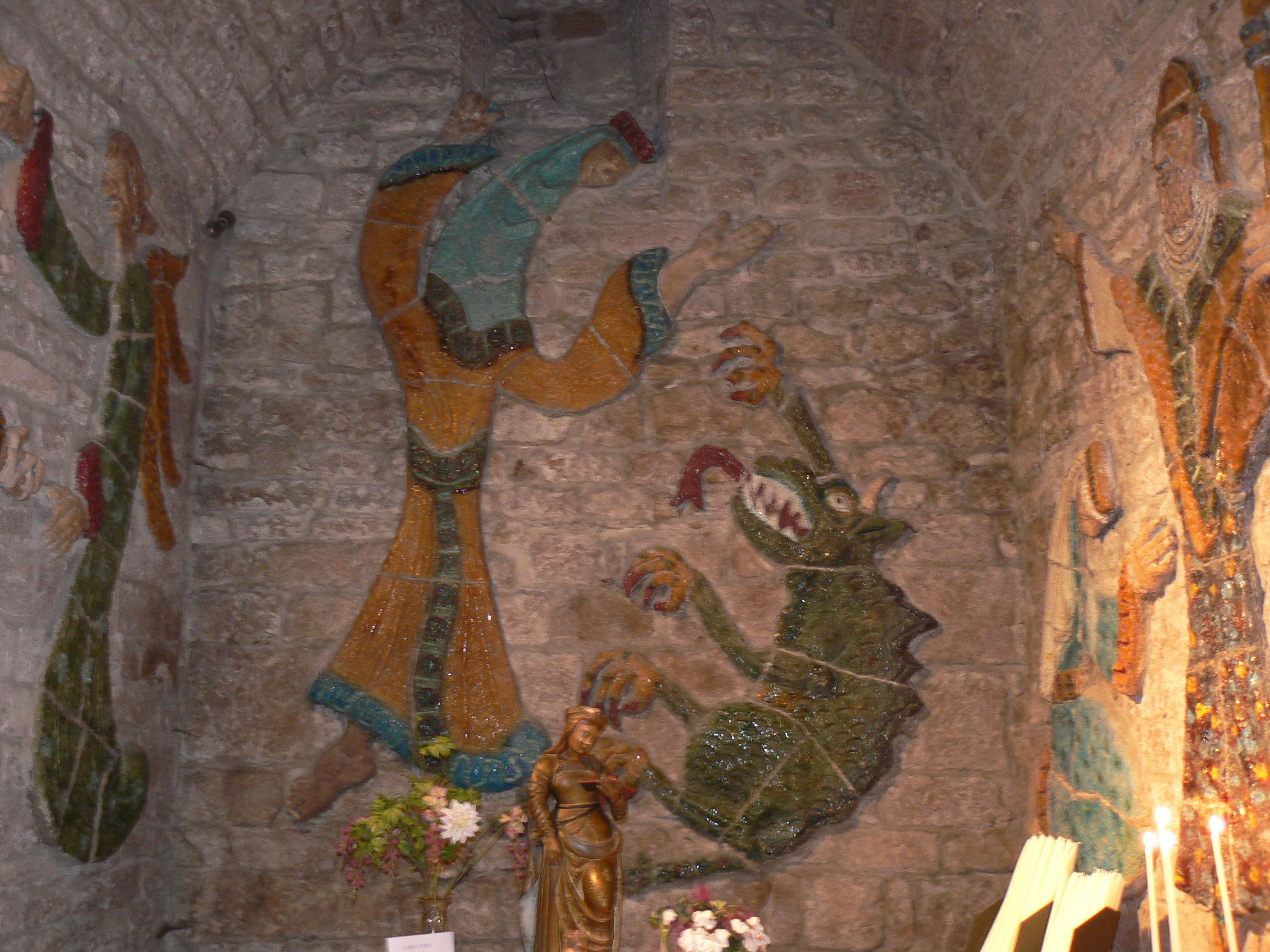
Boj svaté Énimie s drakem

Biskup z Gevaudanu svatý Ilère ji jmenoval abatyší a princezna založila ve vesnici smíšený klášter. Podle legendy Enimie a Ilère spolu bojovali s Drakem, ztělesněním ďábla. Chaos v Pas de Soucy je odrazem tohoto boje. Énimie strávila konec svého života v ústraní v jeskyni (dnes Poustevna v Sainte-Enimie).

## Relikvie
Po její smrti kolem roku 628 její bratr Dagobert I., který se stal králem, rozšířil baziliku v Saint-Denis a vydal se hledat relikvie svatých. Když dorazil na břeh řeky Tarn, aby navštívil hrob své sestry, ptal se jeptišek, kde se hrob nachází. Odmítly mu to však říci, protože nechtěly ztratit svou Paní. Dagobert I. nakonec hrobku objevil, ale váhal mezi dvěma rakvemi. Énimia totiž nenechala na rakvích (princezny a její kmotřenky) uložených ve hrobce vyznačit žádné jméno. Dagobert I. si nakonec odvezl ostatky kmotřenky a ty spočívají vedle francouzských králů v bazilice v Saint-Denis.
Teprve později se mnichům, kteří v Sainte-Enimie obnovili klášter, dostalo božského poselství, že ostatky svaté Énimie zůstaly ve hrobce v poustevně. Ostatky princezny byly v poustevně uchovávány až do roku 1970, kdy byly ukradeny.
Do Poustevny se každoročně koná pouť na oslavu svátku patronky obce (první neděle v říjnu).